# Fair Wind
『Fair Wind』（フェア・ウィンド）は、小柳ゆきの19枚目のシングル。

## 概要
- 2006年競艇CMソング。
- タイトルのFair Windは順風という意味で、夢に向かって頑張る人たちを応援することをテーマに制作された。

## 収録曲
1. Fair Wind
作詞：Satomi / 作曲・編曲：コモリタミノル
2. GATE4
作詞：小柳ゆき / 作曲：AYA SUEKI/編曲：Gabber
3. Fair Wind -Instrumental-
4. GATE4 -Instrumental-

## 楽曲の収録アルバム
Fair Wind
- 『SUNRISE』

GATE4
- 『SUNRISE』